# Municipio de Cedar (condado de Cherokee)
El municipio de Cedar (en inglés: Cedar Township) es un municipio ubicado en el condado de Cherokee en el estado estadounidense de Iowa. En el año 2010 tenía una población de 360 habitantes y una densidad poblacional de 3,84 personas por km².

## Geografía
El municipio de Cedar se encuentra ubicado en las coordenadas 42°51′59″N 95°33′50″O / 42.86639, -95.56389. Según la Oficina del Censo de los Estados Unidos, el municipio tiene una superficie total de 93.68 km², de la cual 93,68 km² corresponden a tierra firme y (0 %) 0 km² es agua.

## Demografía
Según el censo de 2010, había 360 personas residiendo en el municipio de Cedar. La densidad de población era de 3,84 hab./km². De los 360 habitantes, el municipio de Cedar estaba compuesto por el 98,06 % blancos, el 0,83 % eran afroamericanos, el 1,11 % eran de otras razas. Del total de la población el 3,33 % eran hispanos o latinos de cualquier raza.